# Inga lanceifolia
Inga lanceifolia är en ärtväxtart som beskrevs av George Bentham. Inga lanceifolia ingår i släktet Inga och familjen ärtväxter. IUCN kategoriserar arten globalt som starkt hotad. Inga underarter finns listade i Catalogue of Life.